# The Diplomat
The Diplomat è una serie televisiva statunitense ideata da Debora Cahn. La serie vede Keri Russell come protagonista e ha debuttato su Netflix il 20 aprile 2023.

## Trama
La serie è incentrata su Kate Wyler, la nuova ambasciatrice degli Stati Uniti nel Regno Unito, mentre aiuta a districare crisi internazionali, forgia alleanze strategiche e si adatta al suo nuovo incarico. Gestisce anche il suo matrimonio deteriorato con il collega diplomatico Hal Wyler.

## Episodi
| Stagione         | Episodi | Pubblicazione |
| ---------------- | ------- | ------------- |
| Prima stagione   | 8       | 2023          |
| Seconda stagione | 6       | 2024          |

## Personaggi e interpreti

### Principali
- Katherine "Kate" Wyler, interpretata da Keri Russell, doppiata da Stella Musy.
Ambasciatrice statunitense nel Regno Unito appena nominata.
- Hal Wyler, interpretato da Rufus Sewell, doppiato da Stefano Benassi.
Marito di Kate ed ex ambasciatore statunitense in Libano.
- Austin Dennison, interpretato da David Gyasi, doppiato da Massimo Bitossi.
Segretario degli affari esteri del Regno Unito.
- Eidra Park, interpretata da Ali Ahn, doppiata da Eva Padoan.
Capo della stazione CIA di Londra.
- Nicol Trowbridge, interpretato da Rory Kinnear, doppiato da Massimo De Ambrosis.
Primo ministro del Regno Unito.
- Stuart Hayford, interpretato da Ato Essandoh, doppiato da Marco Bassetti.
Vice capo in missione diplomatica dell'ambasciata statunitense a Londra.

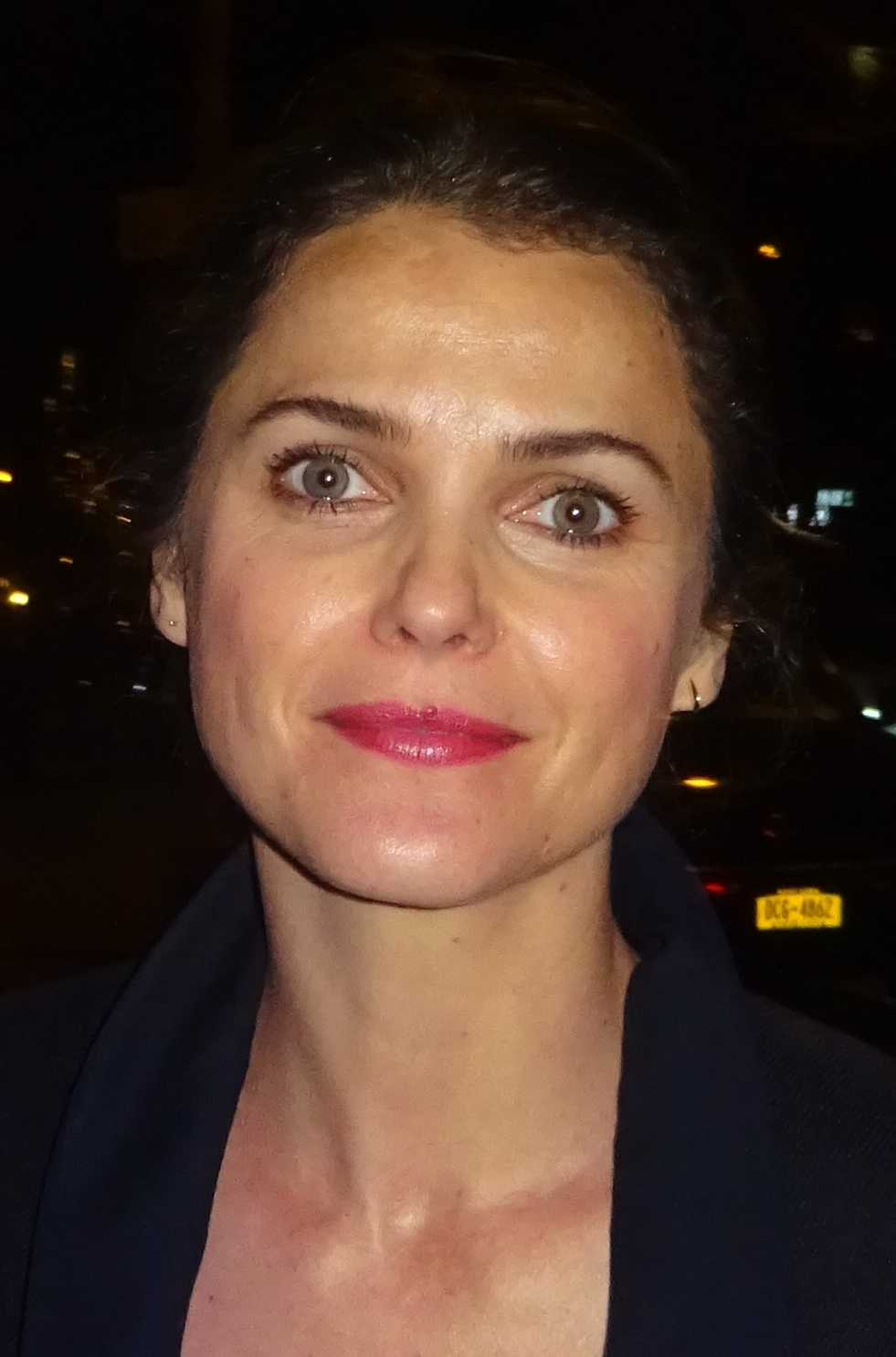
Keri Russell
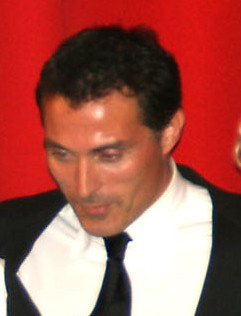
Rufus Sewell
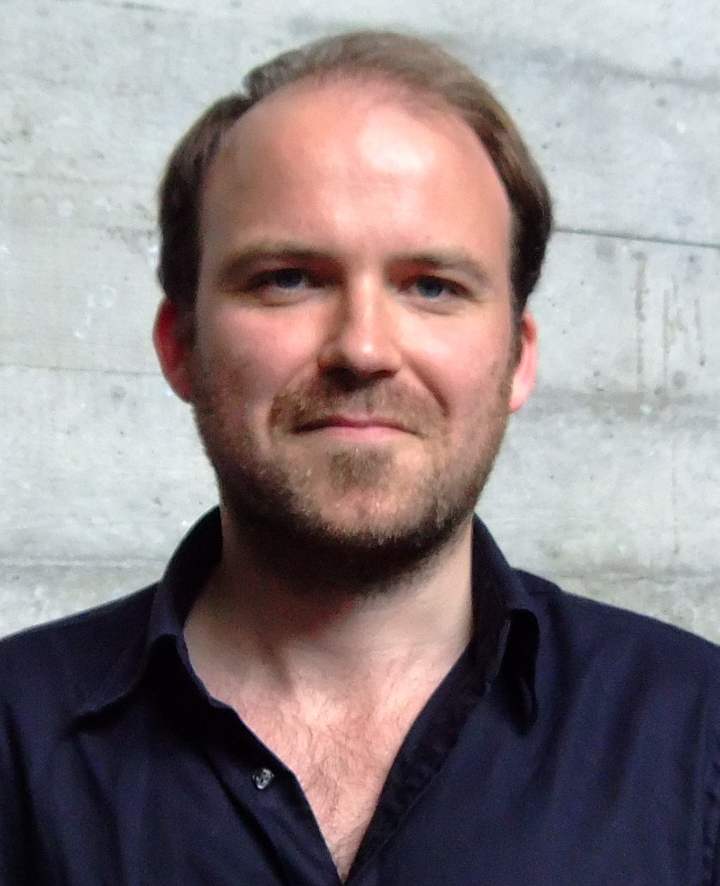
Rory Kinnear
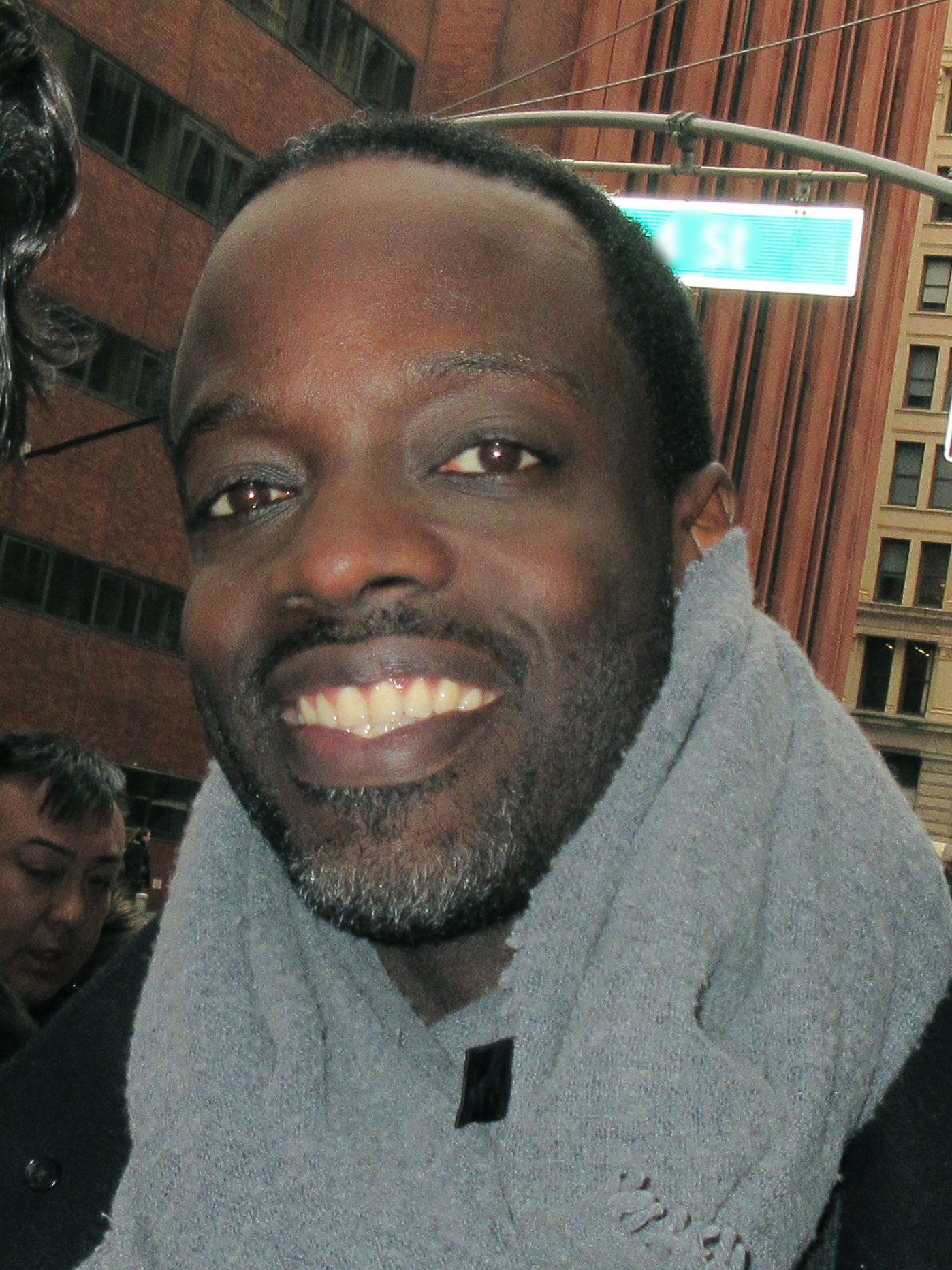
Ato Essandoh

### Ricorrenti
- Margaret Roylin, interpretata da Celia Imrie, doppiata da Marina Tagliaferri.
Ex responsabile della campagna del partito conservatore.
- Miguel Ganon, interpretato da Miguel Sandoval, doppiato da Ambrogio Colombo.
Segretario di Stato degli Stati Uniti d'America.
- Billie Appiah, interpretata da Nana Mensah, doppiata da Marina Guadagno.
Capo di gabinetto della Casa Bianca.
- William Rayburn, interpretato da Michael McKean, doppiato da Gianni Giuliano.
Presidente degli Stati Uniti d'America.
- Cecilia Dennison, interpretata da T'Nia Miller, doppiata da Gemma Donati.
Sorella di Austin.
- Grace Penn (stagione 2), interpretata da Allison Janney.
Vicepresidente degli Stati Uniti.

## Produzione

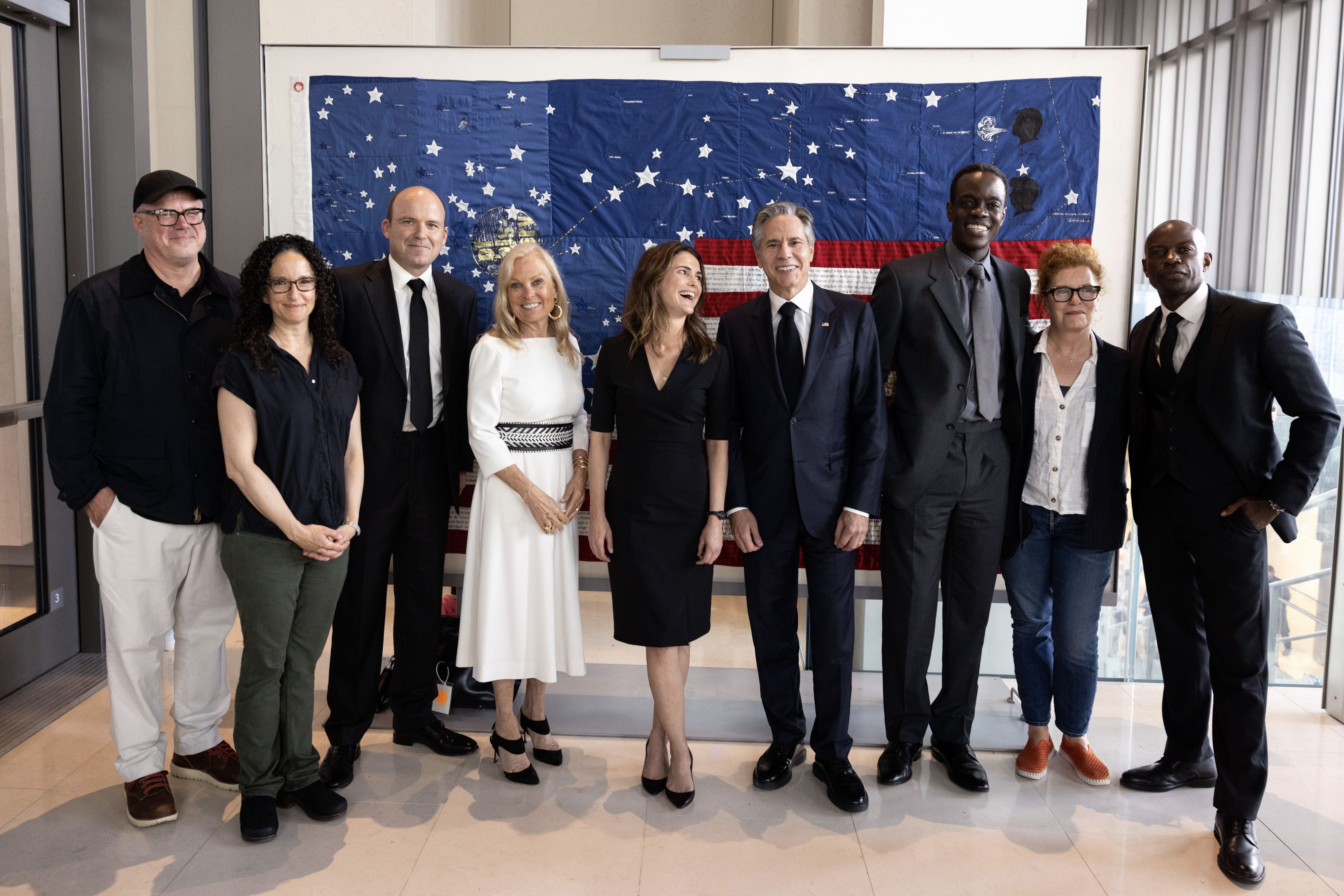
Il segretario di Stato Antony Blinken ha incontrato il cast e i produttori di The Diplomat presso l'ambasciata degli Stati Uniti a Londra.

Durante la fase di sviluppo della serie, durata circa due anni, sono stati intervistati degli esperti del servizio diplomatico e militare e sono stati coinvolti come consulenti anche i funzionari della sicurezza nazionale e della politica estera degli Stati Uniti.
Il 1º maggio 2023 la serie è stata rinnovata per una seconda stagione. Il 25 gennaio 2024 è stato confermato il coinvolgimento di Allison Janney nel ruolo della vicepresidente Grace Penn a partire dalla seconda stagione. Il 10 ottobre 2024 la serie è stata rinnovata per una terza stagione. Nel gennaio 2025 Bradley Whitford è stato scritturato nel cast della terza stagione. Il 14 maggio 2025 è stata rinnovata per la quarta stagione.

### Riprese
Le riprese si sono svolte principalmente a Londra, dove i produttori hanno ottenuto il permesso di filmare all'interno dell''ambasciata americana a Nine Elms e del Foreign Office a Westminster (tra cui la Durbar Court e l'ufficio del Segretario agli esteri), all'Old Royal Naval College di Greenwich, nel Gloucestershire, all'aeroporto di Cotswold, a Wrotham Park nell'Hertfordshire, a Ditchley Park nell'Oxfordshire e, nelle scene finali della prima stagione, a Parigi, più specificatamente sull'Ile Saint-Louis, sul ponte Louis-Philippe e al Louvre. I luoghi di riprese per la seconda stagione, filmata nel 2023, includono la Cattedrale di San Paolo a Londra.

### Conflitto sul titolo
La scelta del titolo ha causato frustrazione tra i produttori di una serie ambientata a Barcellona, prodotta dalla BBC ed intitolata anch'essa The Diplomat. La serie della BBC è stata annunciata all'inizio del 2020 e trasmessa nel Regno Unito due mesi prima della serie Netflix. Nessuna delle due parti ha manifestato la volontà di cambiare il titolo per evitare confusione.

## Distribuzione
La prima stagione di The Diplomat è stata interamente distribuita da Netflix il 20 aprile 2023. La seconda stagione è stata resa disponibile il 31 ottobre 2024. La terza stagione sarà pubblicata il 16 ottobre 2025.

## Accoglienza

### Critica

#### Stagione 1
La prima stagione ha ricevuto recensioni positive dalla critica. Rotten Tomatoes riporta l'84% delle recensioni professionali positive, con un voto medio di 7,80 su 10 basato su 55 critiche. Il consenso critico del sito web indica: «L'interpretazione sconclusionata di Keri Russell negozia i migliori termini possibili per The Diplomat, una versione soap dell'arte di governare che riesce a rendere le crisi geopolitiche un intrattenimento che crea dipendenza.» Metacritic, invece, ha assegnato un punteggio di 74 su 100 basato su 23 recensioni, indicando "recensioni generalmente favorevoli".

#### Stagione 2
La seconda stagione ha ricevuto recensioni positive dalla critica. Rotten Tomatoes riporta il 95% delle recensioni professionali positive, con un voto medio di 8 su 10 basato su 37 critiche. Il consenso critico del sito web indica: «Mantenendo l'impeto esplosivo con Keri Russell come attraente occhio del ciclone, la seconda stagione di The Diplomat si consolida come tra le serie drammatiche più interessanti della televisione.» Metacritic, invece, ha assegnato un punteggio di 76 su 100 basato su 23 recensioni, indicando "recensioni generalmente favorevoli".

### Visualizzazioni
La prima stagione della serie è rimasta nella top 10 mondiale di Netflix per quattro settimane per un totale di 173 460 000 ore visualizzate. La serie ha stazionato nella top 10 Nielsen per due settimane negli Stati Uniti d'America per un totale di 44 900 000 ore visualizzate.

## Riconoscimenti
- 2024 – Golden Globe[21]
  - Candidatura alla miglior serie televisiva drammatica
  - Candidatura alla miglior attrice in una serie drammatica a Keri Russell
- 2023 – Premio Emmy[22]
  - Candidatura alla miglior attrice protagonista in una serie drammatica a Keri Russell
- 2024 – Hollywood Critics Association TV Awards[23]
  - Miglior attrice in una serie drammatica in streaming a Keri Russell
  - Candidatura alla miglior serie drammatica in streaming
  - Candidatura alla Miglior attore non protagonista in una serie drammatica in streaming a Rufus Sewell
  - Candidatura al miglior regista in una serie drammatica in streaming ad Alex Graves (per l'episodio La clausola James Bond)
- 2024 – Critics' Choice Television Awards[24]
  - Candidatura alla miglior serie televisiva drammatica
  - Candidatura alla miglior attrice in una serie drammatica a Keri Russell
  - Candidatura al miglior attore in una serie drammatica a Rufus Sewell
- 2025 – Critics' Choice Awards[25]
  - Candidatura alla miglior serie televisiva drammatica
  - Candidatura al miglior attore protagonista in una serie drammatica a Rufus Sewell
  - Candidatura alla miglior attrice protagonista in una serie drammatica a Keri Russell
  - Candidatura alla miglior attrice non protagonista in una serie drammatica a Allison Janney
- 2025 – Golden Globe[26]
  - Candidatura alla miglior serie drammatica
  - Candidatura alla miglior attrice in una serie drammatica a Keri Russell
  - Candidatura alla miglior attrice non protagonista a Allison Janney
- 2025 – Premio Emmy[27]
  - Candidatura alla miglior serie drammatica
  - Candidatura alla miglior attrice in una serie drammatica a Keri Russell
- 2025 – Satellite Award[28]
  - Candidatura alla miglior serie drammatica
  - Candidatura alla miglior attrice in una serie drammatica a Keri Russell
- 2025 – Astra TV Awards[29]
  - Candidatura alla miglior attrice protagonista in una serie drammatica a Keri Russell
  - Candidatura alla miglior attrice non protagonista in una serie drammatica a Allison Janney
  - Candidatura alla miglior sceneggiatura in una serie drammatica a Debora Cahn per l'episodio Dreadnaught